# Jean-Paul Török
Jean-Paul Török (Saint-Jean-Poutge, 1936. október 17. – Valognes, 2017. január 3.) francia tudományos-fantasztikus író, forgatókönyvíró, filmtörténész.

## Élete
1986-ban doktorált művészettörténetből és régészetből a Université Panthéon-Sorbonne-on. 1960 és 1979 közt a Positif című lap filmkritikusa, egy ideig szerkesztőségi titkára volt. Közreműködött a Cinéma 63, a Midi Minuit Fantastique, a Fiction és a L'Avant-Scène című lapokban is. A párizsi egyetemi mozi (Paris I) főtitkári tisztét is betöltötte. Néhány filmművészeti tárgyú könyvet is alkotott. Nevéhez fűződik több tudományos-fantasztikus mű szerzősége is. Elkészítette Pierre Benoit író életrajzát. Daniel Biasini-vel közösen készítette el Claude Sautet Un mauvais fils (1980) című filmje forgatókönyvét. Philippe d'Hugues-szel közösen 2007-ig vezette a Libre Journal du cinema című rádióműsort a Radio Courtoisie-n.
Magyar nyelven egyetlen novellája jelent meg 1982-ben a Galaktika 44. számában Soha nem lesz holnap címmel.

## Fordítás
- Ez a szócikk részben vagy egészben  a   Jean-Paul Török című francia Wikipédia-szócikk ezen változatának fordításán alapul.  Az eredeti cikk szerkesztőit annak laptörténete sorolja fel. Ez a jelzés csupán a megfogalmazás eredetét és a szerzői jogokat jelzi, nem szolgál a cikkben szereplő információk forrásmegjelöléseként.